# جانی هی
جانی هی (انگلیسی: Jonny Hey؛ زادهٔ ۲۱ سپتامبر ۱۹۴۹) بازیکن فوتبال اهل آلمان است.
از باشگاه‌هایی که در آن بازی کرده‌است می‌توان به باشگاه فوتبال گراس‌هاپر زوریخ، باشگاه فوتبال آرمینیا بیله‌فلد، باشگاه فوتبال اس‌سی فورتونا کلن، باشگاه فوتبال بلاو-وایس ۹۰ برلین، و باشگاه فوتبال دویسبورگ اشاره کرد.